# 김상협 (언론인)
김상협(1971년~)은 대한민국의 KBS 기자이다.

## 경력
- 1997년 6월 : KBS 공채 기자 입사
- KBS 사회부 기자
- KBS 정치부 기자
- KBS 국제부 기자
- KBS 경제부 기자
- KBS 국제부장
- KBS 네트워크부장
- KBS 청주방송총국장